# Hace tres noches apenas (álbum)
Hace tres noches apenas es el décimo álbum de estudio realizado por el grupo musical Pandora bajo la producción de la casa disquera EMI Music México. Fue lanzado el 7 de octubre de 1997 en formato Casete y CD, en México.
Este álbum marca el regreso de Fernanda Meade a la agrupación. Todos los temas son de corte de música vernácula mexicana, mariachi y balada ranchera.

## Antecedentes
Después de la salida de Liliana Abaroa de la agrupación en el mes de mayo de 1996 y el no buen recibimiento de su álbum anterior, las hermanas Isabel y Mayte Lascurain deciden tomar un receso para decidir el futuro de Pandora y también para dedicarse a sus recientes matrimonios.
Fernando Iriarte, representante del grupo comenzó pláticas con Fernanda Meade (Integrante inicial del grupo) para grabar un nuevo disco junto a las hermanas Lascurain reviviendo el grupo;  la idea se presenta a los directivos de EMI Music y es aceptada, iniciando las grabaciones del siguiente disco de pandora para mayo de 1997. Cabe destacar que la primera presentación al regresar Fernanda fue el 15 julio de 1996 en el programa chileno Viva el Lunes, posteriormente a esto tuvieron escasas presentaciones el resto de ese año. Una de ellas, fue en  Siempre en Domingo, donde Raúl Velasco las anunció contento y en donde Fernanda se encontraba en estado de su segunda hija.

## Promoción
El 7 de octubre de 1997, el grupo Pandora se reúne con los medios de comunicación para iniciar la promoción de este nuevo álbum, el primer sencillo que es lanzado es el tema "Después de ti, qué" el cual comienza a escucharse con éxito en las radiodifusoras nacionales de diferentes cortes, tanto las que pasaban música ranchera como las que promocionaban temas pop y baladas.
La agrupación vuelve a estar presente en diferentes espacios televisivos de las estaciones mexicanas, presentándose con vestimentas tradicionales mexicanas y notándose una integración y felicidad por volver a ser las tres integrantes originales del grupo.
Desafortunadamente, la casa disquera EMI Music de México se encontraba en cambios internos y crisis financiera debido a las bajas ventas de sus materiales impactadas por la piratería y las descargas digitales, por tanto, nuevamente no promocionaron ampliamente el álbum aunque tuvo bastante éxito.
El grupo se presentó en varios festivales musicales y realizaron una promoción por el territorio mexicano, la cual suspendieron solo unas semanas para que la integrante Fernanda Meade tuviera a su segunda hija.

## Recepción y premios
El álbum vendió más de 100.000 copias, haciéndose acreedor a disco de oro dentro del país.
El sencillo «Después de ti qué» alcanzó la posición 30 en la lista Hot Latin Songs de Billboard.

## Videos
- «Después de ti»

## Lista de canciones
| Hace tres noches apenas |                                                                                      |                                                      |          |  |
| N.º                     | Título                                                                               | Escritor(es)                                         | Duración |  |
| 1.                      | «Después de ti, qué»                                                                 | Rudy Pérez                                           | 4:03     |  |
| 2.                      | «Qué más quieres de mí»                                                              | Gil Rivera                                           | 3:36     |  |
| 3.                      | «Cucurrucucú Paloma»                                                                 | Tomás Méndez                                         | 3:19     |  |
| 4.                      | «Me enamoré en silencio»                                                             | Óscar Meade                                          | 3:06     |  |
| 5.                      | «Un mundo raro»                                                                      | José Alfredo Jiménez                                 | 3:32     |  |
| 6.                      | «Popurrí Ranchero: La ley del monte/Serían las dos/La múcura/México lindo y querido» | José Ángel Espinoza / Antonio Fuentes                | 3:43     |  |
| 7.                      | «De Qué manera te olvido»                                                            | Federico Méndez                                      | 2:41     |  |
| 8.                      | «Un beso y una flor»                                                                 | José Luis Armenteros / Pablo Herrera / Pablo Herrero | 3:54     |  |
| 9.                      | «Fallaste corazón»                                                                   | Cuco Sánchez                                         | 2:54     |  |
| 10.                     | «Ya me dijeron»                                                                      | René Ornelas                                         | 2:58     |  |
| 11.                     | «Hace tres noches apenas»                                                            | Óscar Meade                                          | 3:04     |  |
| 12.                     | «Solo se vive una vez»                                                               | Luis Cabañas / Miguel Gallardo                       | 3:37     |  |
| 13.                     | «Después de ti, qué (Versión balada pop)»                                            | Rudy Pérez                                           | 4:03     |  |
| 14.                     | «Un beso y una flor (Versión ranchera)»                                              | José Luis Armenteros / Pablo Herrera / Pablo Herrero | 4:08     |  |
| 15.                     | «La usurpadora (Reedición del disco)»                                                | José Antonio Farías                                  | 3:26     |  |
| 44:30                   |                                                                                      |                                                      |          |  |